# جورج جيبسون (لاعب كرة قدم نرويجي)
جورج جيبسون هو لاعب كرة قدم نرويجي في مركز الهجوم، ولد في 17 أغسطس 2000 في النرويج. لعب مع نادي ساندفيورد.